# Brachymenium ovatum
Brachymenium ovatum är en bladmossart som beskrevs av J. D. Hooker och William M. Wilson 1844. Brachymenium ovatum ingår i släktet Brachymenium och familjen Bryaceae. Inga underarter finns listade i Catalogue of Life.